# Клої Мегі
Клої Мегі (англ. Chloe Magee; народилась 29 листопада 1988 у м. Рафо, Ірландія) — ірландська бадмінтоністка.
Учасниця Олімпійських ігор 2008 в одиночному розряді. У першому раунді перемогла Каті Тольмофф з Естонії 2:1. У другому раунді поступилась Чон Че Йон з Південної Кореї 0:2. Учасниця чемпіонату світу 2007, чемпіонату Європи 2008.
Чемпіон Ірландії в одиночному розряді (2007, 2008, 2009), в парному розряді (2005, 2007, 2008), в змішаному парному розряді (2008, 2009).
Переможниця Slovak International в парному розряді (2008).